# Аматан
Амата́н (исп. Amatán) — посёлок в Мексике, штат Чьяпас, входит в состав одноимённого муниципалитета и является его административным центром. Численность населения, по данным переписи 2020 года, составила 4327 человек.

## Общие сведения
Название Amatán с языка науатль можно перевести как — место, где растёт амате.
Поселение было основано в 1549 году испанскими колонизаторами для евангелизации местного населения.